# Cheung wong chi wong
Cheung wong chi wong – hongkoński dreszczowiec w reżyserii Dereka Yee wydany 29 kwietnia 2010 roku.
W 2011 roku podczas 30. edycji Hong Kong Film Awards Kwong Chi-leung był nominowany do nagrody Hong Kong Film Award w kategorii Best Film Editing.

## Obsada
Źródło: Filmweb

- Li Bingbing
- Louis Koo – Kwan Yau-bok
- Daniel Wu – Chong Tze-wai
- Charlene Choi – Ting
- Alex Fong – Miu Chi-shun
- Lam Suet – Fong Chi-wo
- Chapman To – Pang To
- Teddy Lin – Zou Lanying
- Kenny Lo – strażnik Segway